# 안양부흥초등학교
안양부흥초등학교는 대한민국 경기도 안양시 동안구에 있는 공립 초등학교이다.

## 학교 역사
- 1989.02.27 부흥초등학교 설립 인가
- 1992.04.23 초대 이영우 교장 취임
- 1992.06.01 6학급 편성 개교(개교 기념일)
- 1993.02.16 제1회 졸업(157명)
- 1993.03.01 특수학급 1학급 편성 인가
- 1996.03.01 안양부흥초등학교로 개칭
- 2006.08.25 제1과학실 현대화 사업
- 2010.08.30 제2컴퓨터실 리모델링 개관
- 2011.02.15 제2과학실 뉴시스템 구축개관
- 2012.02.28 꿈자람터 돌봄교실 구축
- 2012.02.28 영어전용교실(English Dream World)구축
- 2012.08.03 교실창문안전대 및 계단안전봉 설치공사
- 2013.02.27 5층교실 LED 조명교체공사
- 2013.10.14 운동장 스탠드 차양막 설치
- 2014.02.14 제22회 졸업식(224명, 총: 7446명)
- 2014.02.25 3,4층교실 LED 조명교체공사
- 2014.03.01 40학급(특수 1학급) 편성
- 2014.03.01 제10대 구교열 교장 취임
- 2014.10.15 급식실 리모델링 어린이 놀이시설 1,2층 LED 교체공사
- 2015.02.13 제23회 졸업(203명, 총: 7649명)
- 2015.03.01 40학급, 특수학급 1학급 편성